# Brasil na Copa América

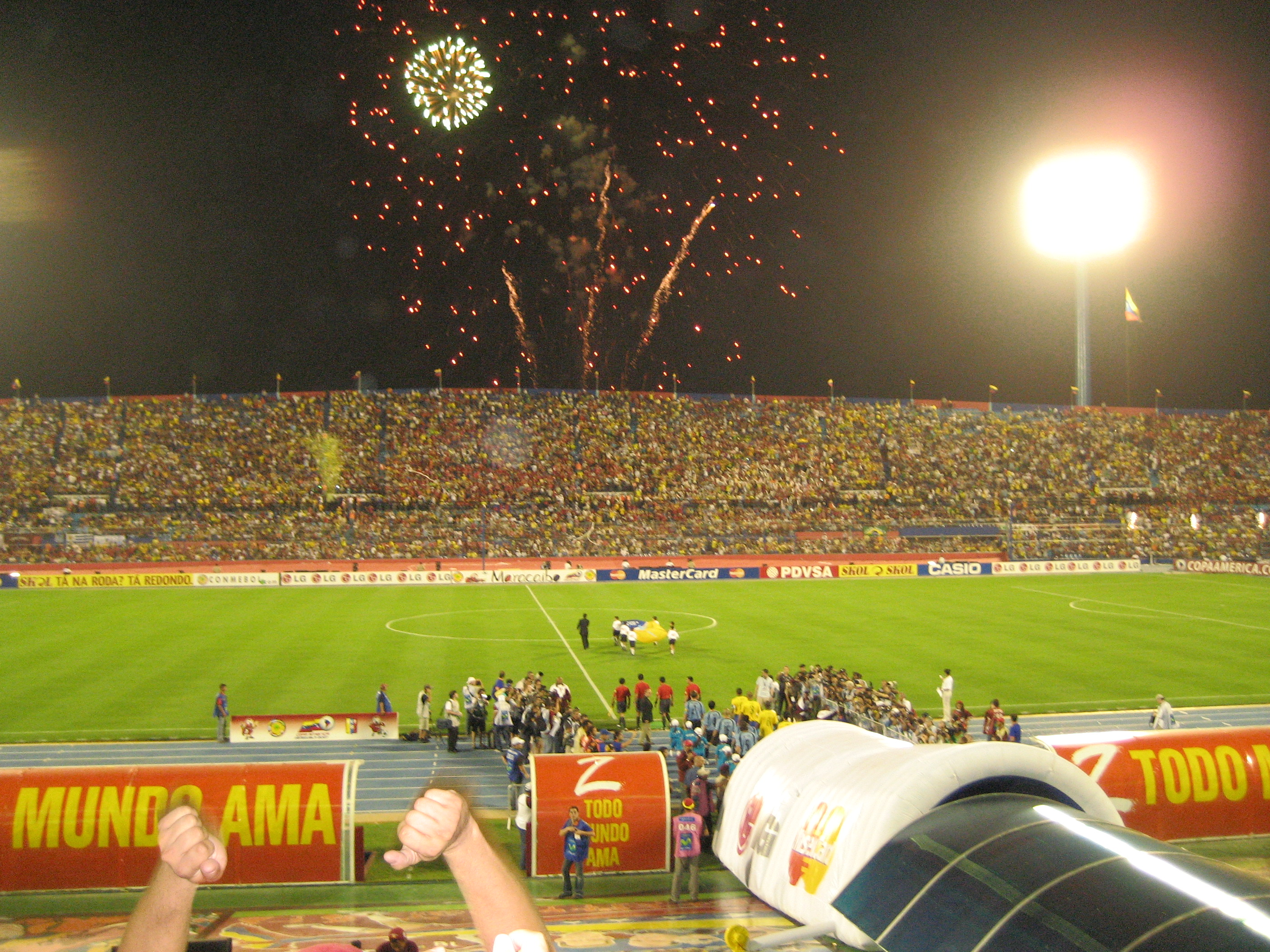
As seleções saindo do túnel para a semifinal de 2007 contra o Uruguai em Maracaibo.

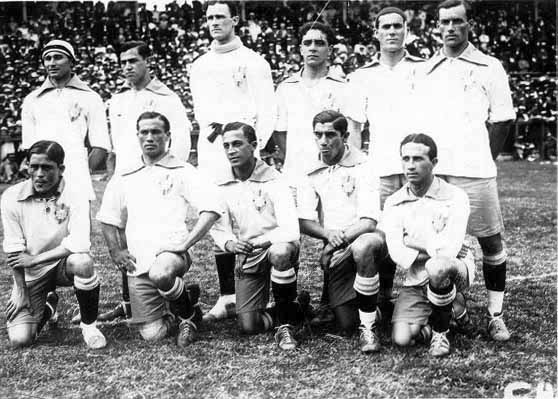
A seleção que conquistou o primeiro título internacional do Brasil: o Sul-Americano de 1919. O play-off final contra o Uruguai estava empatado em 0 a 0 após a prorrogação regular e outros 30 minutos de prorrogação foram adicionados. O craque Arthur Friedenreich (ajoelhado, meio) marcou o gol decisivo de 1 a 0.

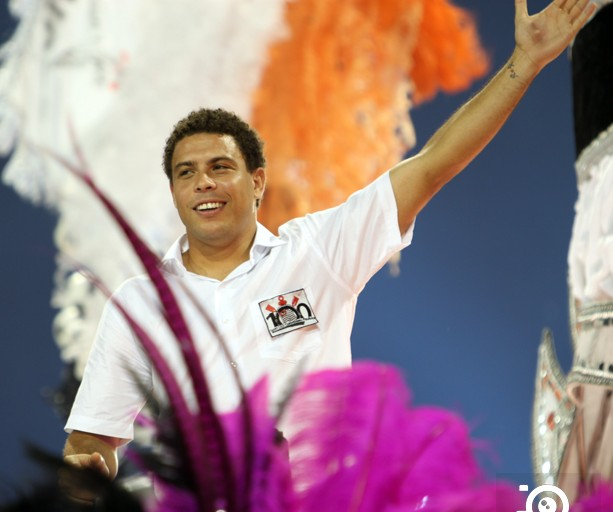
Ronaldo foi Jogador do Torneio em 1997 e Artilheiro em 1999. Ele marcou nas finais de ambos os torneios.

O Brasil, representado pela Seleção Brasileira de Futebol, participou de 38 edições (até 2024) da Copa América, sediando o torneio por cinco vezes, e tendo obtido 9 conquistas. A Copa América é o principal torneio da América do Sul no futebol masculino sênior e determina o campeão continental. Até 1967, o torneio era conhecido como Campeonato Sul-Americano . É o campeonato continental mais antigo do mundo com sua primeira edição realizada em 1916.
O Brasil venceu o torneio nove vezes, o que o torna o terceiro time mais bem-sucedido na história do torneio, atrás da Argentina (com 16) e do Uruguai (com 15).
O Brasil desistiu da Copa América por quase dez anos entre 1926 e 1935 .
Eles foram particularmente bem-sucedidos de 1997 a 2007, vencendo quatro das cinco Copas durante esse período. Zizinho, que competiu nas décadas de 1940 e 1950, é o jogador com mais partidas (34) e mais gols (17) na história do torneio, embora compartilhe os dois recordes.
Pelé, o " Jogador do Século ", nunca conquistou o título continental e disputou apenas um Campeonato Sul-Americano em 1959. No entanto, ele apresentou sua impressionante capacidade de pontuação com oito gols em seis partidas, tornando-se o artilheiro e jogador mais valioso daquela edição.

## Desempenho
| 1916 | Terceiro lugar | 1941 | Não participou | 1979 | Terceiro lugar   | 2019 | Campeão          |
| 1917 | Terceiro lugar | 1942 | Terceiro lugar | 1983 | Vice-campeão     | 2021 | Vice-campeão     |
| 1919 | Campeão        | 1945 | Vice-campeão   | 1987 | 1ª fase          | 2024 | Quartas-de-final |
| 1920 | Terceiro lugar | 1946 | Vice-campeão   | 1989 | Campeão          |      |                  |
| 1921 | Vice-campeão   | 1947 | Não participou | 1991 | Vice-campeão     |      |                  |
| 1922 | Campeão        | 1949 | Campeão        | 1993 | Quartas-de-final |      |                  |
| 1923 | Quarto lugar   | 1953 | Vice-campeão   | 1995 | Vice-campeão     |      |                  |
| 1924 | Não participou | 1955 | Não participou | 1997 | Campeão          |      |                  |
| 1925 | Vice-campeão   | 1956 | Quarto lugar   | 1999 | Campeão          |      |                  |
| 1926 | Não participou | 1957 | Vice-campeão   | 2001 | Quartas-de-final |      |                  |
| 1927 | Não participou | 1959 | Vice-campeão   | 2004 | Campeão          |      |                  |
| 1929 | Não participou | 1959 | Terceiro lugar | 2007 | Campeão          |      |                  |
| 1935 | Não participou | 1963 | Quarto lugar   | 2011 | Quartas-de-final |      |                  |
| 1937 | Vice-campeão   | 1967 | Não participou | 2015 | Quartas-de-final |      |                  |
| 1939 | Não participou | 1975 | Terceiro lugar | 2016 | 1ª fase          |      |                  |

## Finais
Na era do Campeonato Sul-Americano, Round Robins eram mais jogados do que torneios eliminatórios. Listadas estão as partidas decisivas que garantiram ao Brasil os respectivos títulos.
| Ano         | Tipo de partida  | Adversário                | Resultado          | Gerente                       | Artilheiro(s)                              | localização final |
| ----------- | ---------------- | ------------------------- | ------------------ | ----------------------------- | ------------------------------------------ | ----------------- |
| </img> 1919 | Final (Play-off) | Uruguai</img> Uruguai     | 0-1                | </img> Haroldo Domingues      | A. Friedenreich                            | Rio de Janeiro    |
| </img> 1922 | Final (Play-off) | Paraguai</img> Paraguai   | 0-3                | </img> Laís                   | Neco, Formiga (2)                          | Rio de Janeiro    |
| </img> 1949 | Final (Play-off) | </img> Paraguai           | 7–0                | </img> Flávio Costa           | Ademir (3), Tesourinha (2), Jair (2)       | Rio de Janeiro    |
| </img> 1989 | Rodada Final     | Uruguai</img> Uruguai     | 1–0                | </img>Sebastião Lazaroni      | Romário                                    | Rio de Janeiro    |
| </img> 1997 | Final            | Bolívia</img> Bolívia     | 3–1                | </img>Mário Zagallo           | Edmundo, Ronaldo, Zé Roberto               | La Paz            |
| </img> 1999 | Final            | Uruguai</img> Uruguai     | 3–0                | </img>Vanderlei Luxemburgo    | Rivaldo (2), Ronaldo                       | Assunção          |
| </img> 2004 | Final            | Argentina</img> Argentina | 2–2 (4–2 caneta. ) | </img>Carlos Alberto Parreira | Luisão, Adriano (pênalti decisivo: Juan )  | Lima              |
| </img> 2007 | Final            | Argentina</img> Argentina | 3–0                | </img>Dunga                   | Júlio Baptista, R. Ayala ( ), Daniel Alves | Maracaibo         |
| </img> 2019 | Final            | Peru</img> Peru           | 3–1                | </img>tite                    | Everton, Gabriel Jesus, Richarlison        | Rio de Janeiro    |

## Registro por adversário
As maiores vitórias do Brasil em campeonatos continentais foram uma vitória por 10-1 contra a Bolívia em 1949 e uma vitória por 9-0 contra a Colômbia em 1957 com Evaristo marcando cinco gols. Sua maior derrota foi uma derrota por 0–6 contra o Uruguai em 1920.
Nas sete primeiras partidas contra a Venezuela, o Brasil sempre marcou uma quantidade diferente de gols (0, 2, 3, 4, 5, 6, 7).
| Jogos da Copa América (por equipe)  | Jogos da Copa América (por equipe) | Jogos da Copa América (por equipe) | Jogos da Copa América (por equipe) | Jogos da Copa América (por equipe) | Jogos da Copa América (por equipe) | Jogos da Copa América (por equipe) |
| Adversário                          |                                    |                                    |                                    |                                    |                                    |                                    |
| ----------------------------------- | ---------------------------------- | ---------------------------------- | ---------------------------------- | ---------------------------------- | ---------------------------------- | ---------------------------------- |
| Argentina</img> Argentina           | 10                                 | 8                                  | 15                                 | 33                                 | 40                                 | 52                                 |
| Bolívia</img> Bolívia               | 9                                  | 0                                  | 2                                  | 11                                 | 42                                 | 13                                 |
| Chile</img> Chile                   | 16                                 | 2                                  | 3                                  | 21                                 | 60                                 | 25                                 |
| Colômbia</img> Colômbia             | 7                                  | 1                                  | 2                                  | 10                                 | 29                                 | 4                                  |
| Costa Rica</img> Costa Rica         | 2                                  | 0                                  | 0                                  | 2                                  | 9                                  | 1                                  |
| Equador</img> Equador               | 12                                 | 2                                  | 0                                  | 14                                 | 52                                 | 11                                 |
| Haiti</img> Haiti                   | 1                                  | 0                                  | 0                                  | 1                                  | 7                                  | 1                                  |
| Honduras</img> Honduras             | 0                                  | 0                                  | 1                                  | 1                                  | 0                                  | 2                                  |
| México</img> México                 | 4                                  | 0                                  | 2                                  | 6                                  | 11                                 | 6                                  |
| Paraguai</img> Paraguai             | 12                                 | 11                                 | 7                                  | 30                                 | 58                                 | 30                                 |
| Peru</img> Peru                     | 13                                 | 3                                  | 3                                  | 19                                 | 42                                 | 14                                 |
| Uruguai</img> Uruguai               | 9                                  | 8                                  | 9                                  | 26                                 | 37                                 | 40                                 |
| Estados Unidos</img> Estados Unidos | 1                                  | 0                                  | 0                                  | 1                                  | 1                                  | 0                                  |
| Venezuela</img> Venezuela           | 6                                  | 2                                  | 0                                  | 8                                  | 27                                 | 2                                  |

## Recordistas

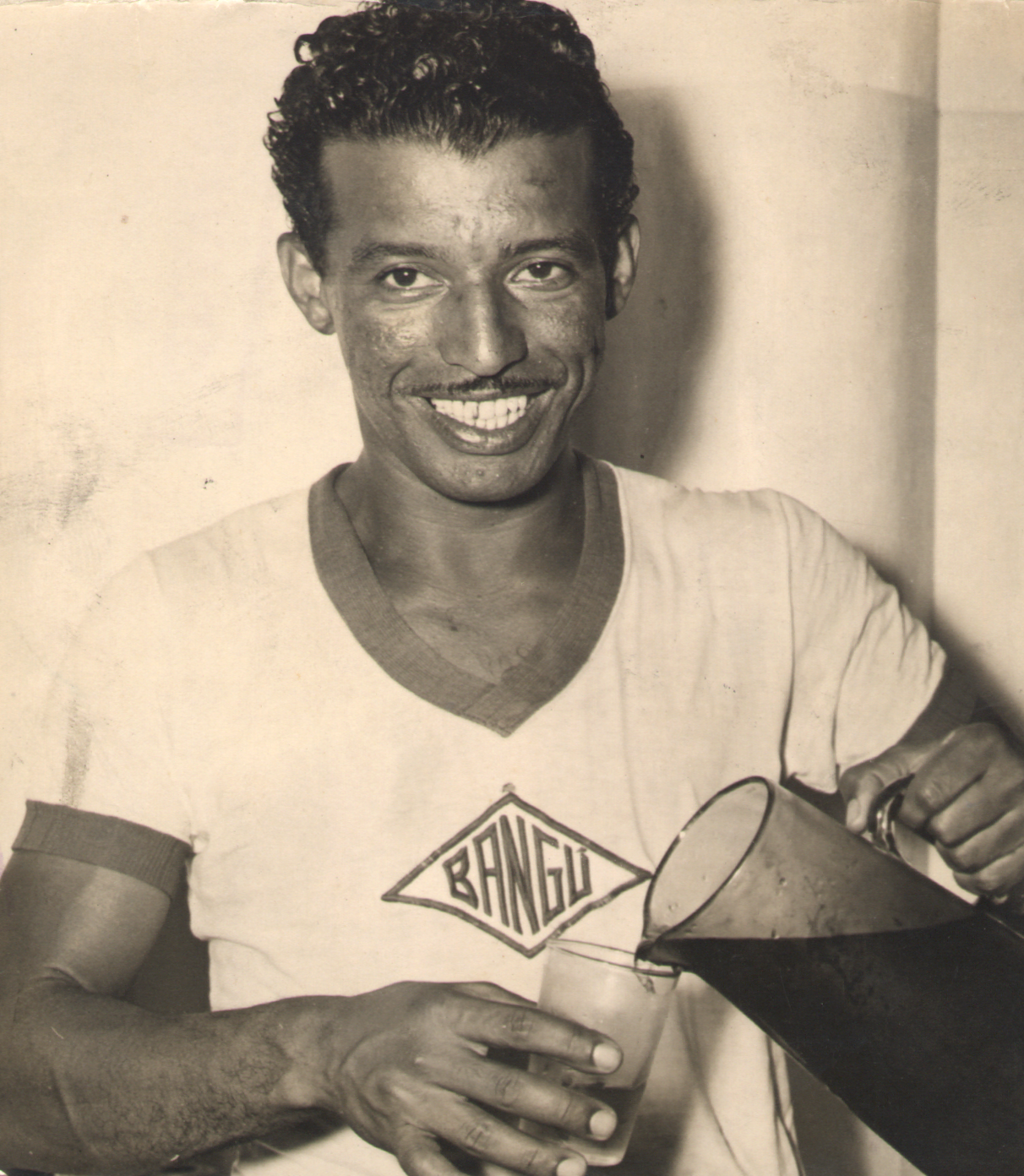
Com 17 gols em 33 partidas, Zizinho é o recordista de todos os tempos do Brasil e o maior artilheiro do torneio. Ele ganhou o título uma vez, em 1949.

| Classificação | Jogador          | Partidas | torneios                            |
| ------------- | ---------------- | -------- | ----------------------------------- |
| 1             | Zizinho          | 33       | 1942, 1945, 1946, 1949, 1953 e 1957 |
| 2             | Cláudio Taffarel | 25       | 1989, 1991, 1993, 1995 e 1997       |
| 3             | Djalma Santos    | 22       | 1953, 1956, 1957 e 1959 (Argentina) |
| 4             | Roberto Carlos   | 21       | 1993, 1995, 1997 e 1999             |
| 5             | Daniel Alves     | 19       | 2007, 2011, 2015, 2016 e 2019       |
| 6             | Jair             | 18       | 1945, 1946, 1949 e 1953             |
| 6             | Aldair           | 18       | 1989, 1995 e 1997                   |
| 6             | Dunga            | 18       | 1989, 1995 e 1997                   |
| 6             | Thiago Silva     | 18       | 2011, 2015, 2019 e 2021             |
| 10            | tesourinha       | 17       | 1945, 1946 e 1949                   |
| 10            | ademir           | 17       | 1945, 1946, 1949 e 1953             |
| 10            | Didi             | 17       | 1953, 1957 e 1959 (Argentina)       |

## Artilheiros
| Classificação | Jogador    | Metas | Torneios (golos)                                            |
| ------------- | ---------- | ----- | ----------------------------------------------------------- |
| 1             | Zizinho    | 17    | 1942 (2), 1945 (2), 1946 (5), 1949 (5), 1953 (1) e 1957 (2) |
| 2             | Jair       | 13    | 1945 (2), 1946 (2) e 1949 (9)                               |
| 2             | Ademir     | 13    | 1945 (5), 1949 (7) e 1953 (1)                               |
| 4             | Didi       | 11    | 1957 (8) e 1959 (3)                                         |
| 5             | Ronaldo    | 10    | 1997 (5) e 1999 (5)                                         |
| 5             | Heleno     | 10    | 1945 (7) e 1946 (3)                                         |
| 7             | Neco       | 8     | 1917 (2), 1919 (4) e 1922 (2)                               |
| 7             | Tesourinha | 8     | 1945 (1) e 1949 (7)                                         |
| 7             | Evaristo   | 8     | 1957                                                        |
| 7             | Pelé       | 8     | 1959 (Argentina)                                            |

## Jogadores com vários títulos

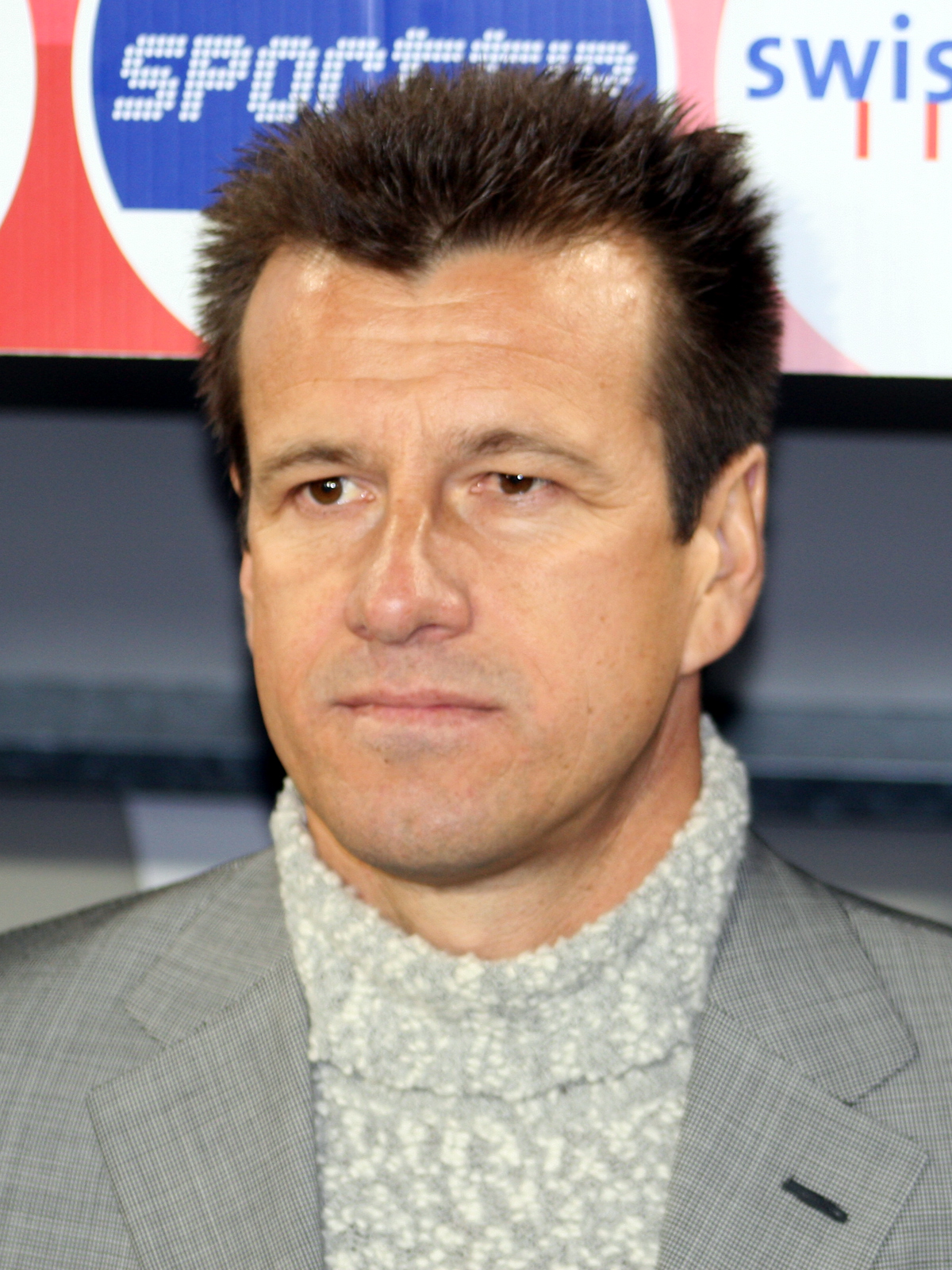
O ex-meia-defensivo Dunga é o único brasileiro que já conquistou três vezes a Copa América: duas como jogador (1989 e 1997) e uma vez como técnico (2007).

Apesar de o Brasil ter vencido quatro Copas Américas em dez anos, de 1997 a 2007, nenhum jogador fez parte de mais de duas seleções vitoriosas. Vinte e três jogadores, no entanto, ganharam dois torneios cada:
| Jogador             | campeonatos |
| ------------------- | ----------- |
| Amílcar             | 1919 e 1922 |
| Agostinho Fortes    | 1919 e 1922 |
| Arthur Friedenreich | 1919 e 1922 |
| heitor              | 1919 e 1922 |
| marcos              | 1919 e 1922 |
| Neco                | 1919 e 1922 |
| Palamone            | 1919 e 1922 |
| Aldair              | 1989 e 1997 |
| Dunga *             | 1989 e 1997 |
| Romário             | 1989 e 1997 |
| Cláudio Taffarel    | 1989 e 1997 |
| café                | 1997 e 1999 |
| Flávio Conceição    | 1997 e 1999 |
| Roberto Carlos      | 1997 e 1999 |
| ronaldo             | 1997 e 1999 |
| Zé Roberto          | 1997 e 1999 |
| Alex                | 1999 e 2004 |
| Diego               | 2004 e 2007 |
| Juan                | 2004 e 2007 |
| Júlio Baptista      | 2004 e 2007 |
| Maicon              | 2004 e 2007 |
| Vagner Love         | 2004 e 2007 |
| Daniel Alves        | 2007 e 2019 |

* Além disso, Dunga conquistou o título de técnico principal em 2007. Outro brasileiro com dois títulos é Danilo Alvim, que conquistou o Sul-Americano como jogador (1949) e como técnico da Bolívia (1963).

## Prêmios e recordes
Prêmios de equipe
- Vencedores (9): 1919, 1922, 1949, 1989, 1997, 1999, 2004, 2007, 2019
- Vice-campeão (12): 1921, 1925, 1937, 1945, 1946, 1953, 1957, 1959 (Argentina), 1983, 1991, 1995, 2021
- Terceiro lugar (7): 1916, 1917, 1920, 1942, 1959 (Equador), 1975, 1979

Prêmios individuais[carece de fontes?]
- MVP 1919: Arthur Friedenreich
- MVP 1922: Agostinho Fortes
- MVP 1945: Domingos da Guia
- MVP 1949: Ademir
- MVP 1959 (ARG): Pelé
- Melhor jogador de 1997: Ronaldo
- Melhor jogador de 1999: Rivaldo
- MVP 2004: Adriano
- MVP 2007: Robinho
- MVP 2019: Daniel Alves
- Artilheiro 1919: Arthur Friedenreich + Neco (4 gols) (compartilhado)
- Artilheiro 1945: Heleno (7 gols)[3]
- Artilheiro 1949: Jair (9 gols)
- Artilheiro 1959 (ARG): Pelé (8 gols)
- Artilheiro 1983: Roberto Dinamite (3 gols) (compartilhado)
- Artilheiro 1989: Bebeto (6 gols)
- Artilheiro 1999: Rivaldo + Ronaldo (5 gols) (compartilhado)
- Artilheiro 2004: Adriano (7 gols)
- Artilheiro 2007: Robinho (6 gols)
- Artilheiro 2019: Everton (3 gols) (compartilhado)
- Melhor goleiro de 2019: Alisson
- Campeão como técnico de outra nação: Danilo Alvim (com a Bolívia 1963)

Registros da equipe
- Mais gols em um torneio (46, em 1949)
- Vitória com maior número de gols sofridos (6–4 x Chile em 1937, empate com Chile 5–4 Peru em 1955 e Bolívia 5–4 Brasil em 1963)
- Única seleção a conquistar simultaneamente a Copa América e o título da Copa do Mundo da FIFA (1997-1998 e 2004-2006). Durante as duas passagens, eles também conquistaram a Copa das Confederações da FIFA . )

Registros individuais
- Mais partidas: Zizinho (34, dividido com Sergio Livingstone )
- Mais gols: Zizinho (17, dividido com Norberto Méndez )
- Gols nos mais diferentes torneios: Zizinho (6, 1942-1957)
- Mais gols em um torneio: Jair (9 em 1949, dividido com Javier Ambrois e Humberto Maschio, ambos em 1957)
- Último gol: Arthur Friedenreich (122', 1919 x Uruguai )